# Valsequillo de Gran Canaria
Valsequillo de Gran Canaria és un municipi canari pertanyent a la província de Las Palmas, situat a l'est de l'illa de Gran Canària. Valsequillo s'ubica majoritàriament a la zona de les mitjanies, entre els 300 i els 1.800 msnm. El nucli urbà es troba a 574 m d'altitud. Una altra localitat important del municipi és Tenteniguada. La festa d'El Almendro en Flor és una de les més importants de Valsequillo. Del patrimoni natural cal destacar-ne el palmerar de San Roque i el roque Saucillo.

## Evolució demogràfica
| Any  | Població | Densitat  |
| ---- | -------- | --------- |
| 1998 | 7.710    | 196,9/km² |
| 1999 | 7.905    | 201,9/km² |
| 2000 | 8.049    | 205,6/km² |
| 2001 | 8.139    | 207,9/km² |
| 2002 | 8.311    | 212,3/km² |
| 2003 | 8.381    | 214,1/km² |
| 2004 | 8.498    | 217,1/km² |
| 2005 | 8.659    | 221,2/km² |
| 2006 | 8.583    | 219,2/km² |

## Dades meteorològiques
- Pluja: 400 mm (de mitjana anual)
- Temperatura: 20 °C (de mitjana)